# Кобелка (зупинний пункт)
Кобелка (біл. Кабёлка) — пасажирський залізничний зупинний пункт Берестейського відділення Білоруської залізниці на неелектрифікованій лінії Берестя-Південний — Влодава між зупинними пунктами Леплівка та Домачеве. Розташований у селі Кобелка Берестейського району Берестейської області.